# Mohsen Dalloul
Mohsen Dalloul (né en 1933) est un homme politique libanais.
Proche du Mouvement national, de Kamal Joumblatt et des partis palestino-progressistes durant la guerre, il joua divers rôles dans l'ombre, dans les négociations avec les Palestiniens, les Syriens et avec le général Michel Aoun lors des négociations des Accords de Taëf.
En 1991, il est nommé député chiite de Baalbeck-Hermel, pour être ensuite élu député de Zahlé en 1992, 1996 et 2000.
Proche aussi bien de Rafiq Hariri que du pouvoir syrien, il devient entre 1992 et 1998 ministre de la Défense, après avoir occupé le ministère de l'Agriculture de 1989 à 1992, dans les gouvernements de Salim el-Hoss, Omar Karamé et Rachid Solh.
En 2005, il conduit la liste soutenue par l'Alliance du 14 Mars à Zahlé, mais perd les élections face à la liste dirigée par Elias Skaff et alliée au Courant patriotique libre du général Michel Aoun.
Nabih Berri aurait contribué à la défaite de Dalloul, qu'il considérait comme un rival sérieux pour la présidence du Parlement.

## Début de la vie et l'éducation
Dalloul est né à Aali en Nahri, district de Zahlé, 1933. Il salue d'une famille chiite. Il a assisté Oriental College à Zahlé où il a terminé ses études secondaires. Il est titulaire d'une licence en sociologie.

## Vie personnelle et professionnelle
Dalloul a épousé Siham Kanaan et ils ont quatre enfants : Nizar, Ali, Ziyad et Rola: Nizar, Ali, Ziyad et Rola. Son fils aîné, Nizar, est marié à la fille de Nazik Hariri, seconde épouse de Rafiq Hariri. Nizar et Ali Dalloul ont des investissements commerciaux et sont parmi les actionnaires de LibanCell, une société libanaise de téléphonie cellulaire. [Les fils de Dalloul ont obtenu la licence de l'opérateur de téléphonie cellulaire lorsque leur père était ministre de la défense dans le cabinet Hariri. En 2003, il a été rapporté que les autres actionnaires de la société étaient la famille Al Assad et les hommes d'affaires libanais Najib et Taha Mikati.
Dalloul est l'auteur de plusieurs livres, publiés pour la plupart dans les années 2000.